# Martin Smith
Martin Smith, född 6 juli 1970, är sångare och andre gitarrist i det kristna rock- och lovsångsbandet Delirious?.

## Sånger
- "I Could Sing Of Your Love Forever
- What A Friend I've Found

## Fotnoter
1. ↑  Discogs artist-ID: 420656, läst: 25 juni 2017.[källa från Wikidata]